# Sex telefon
Sex telefon (ang. For a Good Time, Call...) – amerykański film komediowy z 2012 roku w reżyserii Jamiego Travisa.

## Treść[1]
Lauren i Katie, dwie młode kobiety, pod wpływem problemów materialnych i osobistych decydują się zamieszkać razem. Mimo początkowych różnic i sporów wspólnie zakładają sekstelefon. Od tej pory problemy finansowe odchodzą w zapomnienie.

## Obsada
- Ari Graynor – Katie Steele
- Lauren Miller – Lauren Powell
- Justin Long – Jesse
- Stephanie Beard – Krissy
- Mimi Rogers – Adele Powell
- Nia Vardalos – Rachel Rodman
- Mark Webber(inne języki) – Sean
- James Wolk – Charlie
- Seth Rogen – Captain Jerry
- Kevin Smith – Cabbie
- Martha MacIsaac(inne języki) – Inmate
- Ken Marino – Harold